# Projet Excelsior

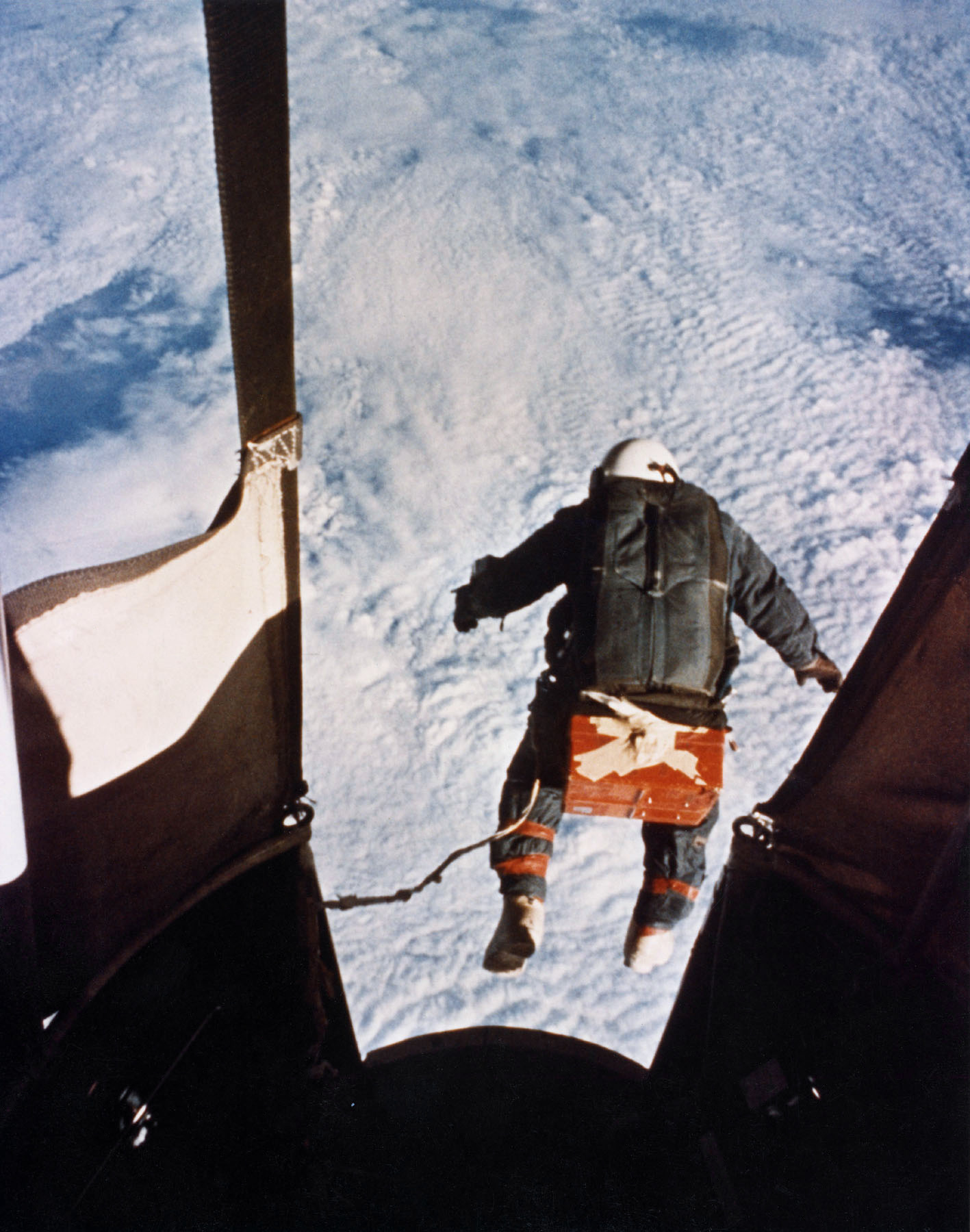
Saut record de Kittinger.

Le projet Excelsior (Project Excelsior) désigne une série de sauts de haute altitude en parachute réalisés entre 1959 et 1960 par Joseph Kittinger de la United States Air Force (USAF). Le projet visait notamment à tester le parachute Beaupre multi-stage, inventé par Francis Beaupre.
Lors d'un de ces sauts, Kittinger a établi le record mondial du plus haut saut en parachute, de la plus longue chute avec un parachute de freinage ainsi que la plus haute vitesse atteinte par un humain dans l'atmosphère.

## Histoire

### Débuts

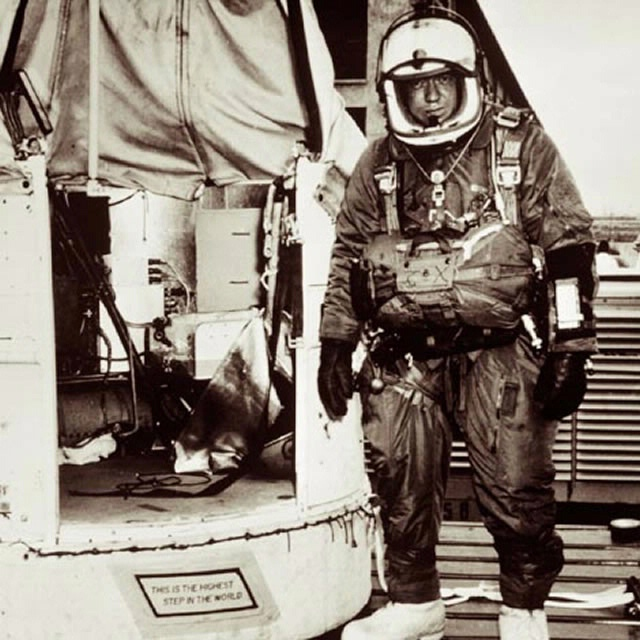
Joseph Kittinger près de la nacelle Excelsior. Il est écrit sur la plaque « This Is The Highest Step In The World » (Ceci est la plus haute marche du monde).

Au cours des années 1950, les avions à réaction volent de plus en plus haut et de plus en plus vite. À ce moment, l'USAF s'inquiète à propos de la sécurité des membres d'équipage qui doivent s'éjecter à de hautes altitudes. Des tests faits avec des mannequins montrent qu'un corps en chute libre en haute altitude entrera souvent en vrille à une fréquence dépassant les 200 rotations par minute.
Le projet Excelsior a débuté en 1958 afin de créer un système de parachutes qui permettront une descente contrôlée et sécuritaire à la suite d'une éjection en haute altitude. Un technicien de la Wright-Patterson Air Force Base, Francis Beaupre, conçoit un système de parachutes multi-étage consistant en :
- Un petit parachute stabilisateur de 6 pieds servant à empêcher la vrille en haute altitude,
- Un parachute principal de 28 pieds s'ouvrant à plus basse altitude,
- Une série de chronomètres et d'altimètres qui contrôlent l'ouverture des parachutes aux moments appropriés.

Afin d'expérimenter l'équipement, le personnel de la base militaire construit un ballon à gaz de 61 mètres de hauteur, pouvant contenir 85 000 m³ d'hélium, afin de transporter une nacelle ouverte et un pilote d'essai dans la stratosphère. Kittinger, directeur technique du projet, fait trois ascensions et sauts d'essai. Puisque la nacelle est ouverte, Kittinger doit porter une combinaison pressurisée ainsi que des couches de vêtements pour le protéger de la chute de pression et du froid atmosphérique ainsi que le système de parachutes lui-même. Ceci double presque son poids.

### Sauts d'essai

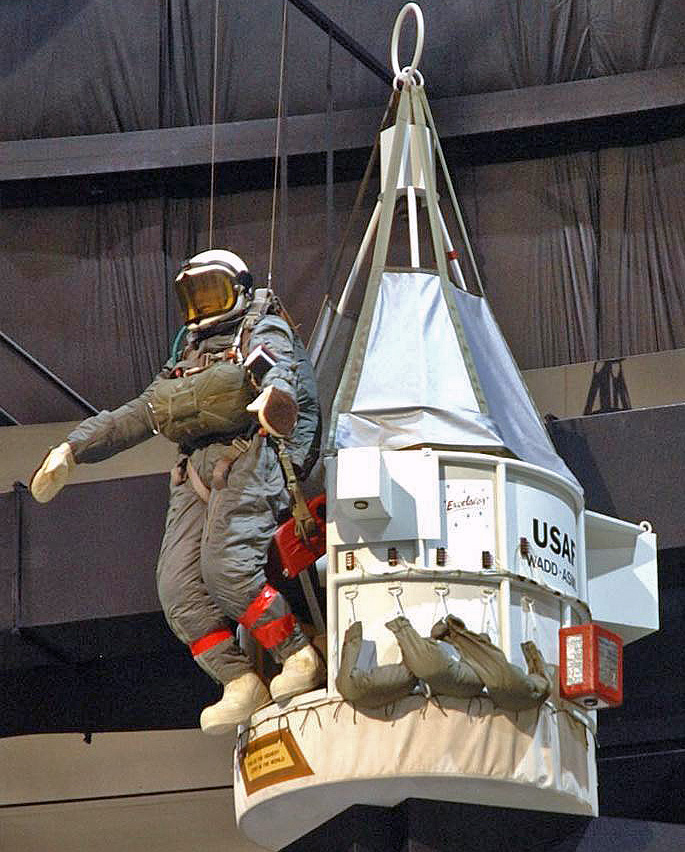
La nacelle Excelsior III au National Museum of the United States Air Force.

Le premier essai, Excelsior I, est réalisé le 16 novembre 1959. Kittinger saute d'une hauteur de 23 300 mètres. Lors de ce premier test, le parachute stabilisateur se déploie trop tôt et entraîne Kittinger dans une vrille de 120 rotations par minute, lui faisant perdre conscience. L'ouverture automatique du deuxième parachute à une hauteur de 3 000 mètres lui sauve la vie.
Trois semaines plus tard, le 11 décembre 1959, Kittinger entame un deuxième essai avec Excelsior II. Cette fois, il saute d'une hauteur de 22 800 mètres et tombe en chute libre durant 17 000 mètres avant que son parachute principal ne s'ouvre.
Le troisième et dernier essai, Excelsior III, est réalisé le 16 août 1960. L'ascension dure une heure et 31 minutes. Lors de cette dernière, l'étanchéité du gant droit de Kittinger fait défaut et ce dernier ressent une forte douleur dans sa main droite, dont il perd l'usage temporairement. Évitant de communiquer l'information pour ne pas risquer que l'essai soit annulé, il monte jusqu'à une hauteur de 31 333 mètres, battant ainsi le record de 30 942 mètres établi par David Simons lors du projet Manhigh en 1957. Kittinger attend 12 minutes à l'altitude maximale, le temps que le ballon survole l'aire d'atterrissage, et saute.
Le parachute stabilisateur s'ouvre et Kittinger tombe en « chute libre » pendant 4 minutes et 36 secondes. À 5 330 mètres, il ouvre son parachute principal et atterrit sain et sauf dans le désert du Nouveau-Mexique. La chute entière a duré 13 minutes et 45 secondes. Lors de la descente, Kittinger atteint une vitesse maximale de 988 km/h et une température minimale de -70 °C.

« An hour and thirty-one minutes after launch, my pressure altimeter halts at 103,300 feet. At ground control the radar altimeters also have stopped-on readings of 102,800 feet, the figure that we later agree upon as the more reliable. It is 7 o'clock in the morning, and I have reached float altitude…. Though my stabilization chute opens at 96,000 feet, I accelerate for 6,000 feet more before hitting a peak of 614 miles an hour, nine-tenths the speed of sound at my altitude. »

— Joseph Kittinger

## Médias
Le groupe musical Boards of Canada a utilisé des bandes vidéo du projet pour le montage du vidéoclip de leur chanson Dayvan Cowboy.
Dans le dernier épisode de la deuxième saison de la série télévisée Skins, l'histoire de Kittinger et du projet Excelsior III est utilisée lors du discours funéraire pour Chris.
L'artiste américain Adam Young, connu sous le nom de scène Owl City, a sorti un album intitulé Project Excelsior en 2016. Cet album, faisant partie de sa série "Adam Young Scores", est un score original inspiré par le projet Excelsior et les sauts en haute altitude de Joseph Kittinger.

## Sources bibliographiques
- (en) Burkhard Bilger, Our Far-Flung Correspondents, "Falling," The New Yorker, August 13, 2007, p. 58
- (en) Craig Ryan, The Pre-Astronauts: Manned Ballooning on the Threshold of Space, Naval Institute Press, 1995 (ISBN 1-55750-732-5)